# Villaestrigo del Páramo
Villaestrigo del Páramo es una localidad española perteneciente al municipio de Zotes del Páramo, en la provincia de León, comunidad autónoma de Castilla y León. Se encuentra en la comarca del Páramo Leonés.

## Geografía

### Ubicación
| Noroeste: Zotes del Páramo   | Norte: Zotes del Páramo | Noreste: Zotes del Páramo |
| Oeste: Roperuelos del Páramo |                         | Este: Laguna de Negrillos |
| Suroeste Cazanuecos          | Sur: Cazanuecos         | Sureste: Villamorico      |

## Toponimia
El origen del nombre del pueblo está lleno de cambios. Si se estudian detenidamente diferentes libros, se puede encontrar que en cada año aparece el nombre de distinta manera.
Año 1053 (385,nº1091) Villa Desterigo
Ruiz Asencio, J,M: Colección documental del Archivo de la Catedral de León
(775-1230) IV (1032-1109). CSIC-CECEL 1990 
Año 1077 (280,nº22) Villa Estrigo
Quintana Prieto, A: El Obispado de Astorga en el sigloXI.
Publicaciones del Archivo Diocesano de Astorga. Astorga, 1977
Año 1162 (281, nº17) Villastrigo
Quintana Prieto, A: El obispado de Astorga en el siglo XII
Publicaciones del Archivo Diocesano de Astorga. Astorga, 1985
Año 1205 Villastrico
En el Fuero de Laguna de Negrillos
Año 1224 (62, nº129) Villa Strogo
Casado Lobato, Mª.C Colección Diplomática del Monasterio de Carrizo I y II. León 1983
Análisis del nombre compuesto
Se puede definir VILLA como una unidad de explotación agraria que incluye un conjunto de edificaciones con todo lo necesario para su puesta en explotación.
La VILLA puede localizarse en un espacio geográfico deshabitado, denominado "Locum", que servirá de lugar de asentamiento a una futura población, pero lo normal es que estas explotaciones se hallen incluidas en las Villas-Aldeas, ya desde el S:XI. VILLA, señala López Santos, en origen significaba una simple tierra en despoblado con casa o graja que no exigía el palacio del señor ni un poblado con concejo.
Esto explica la gran cantidad de VILLAS citadas en documentos antiguos que han desaparecido.
Otro tipo de VILLAS terminarán convirtiéndose en poblados. En un mismo documento, VILLA puede aparecer con los dos significados: "Villa Mutarraf cum suas villas, id est: Villa Vicent et fontes, Vilella Valdelafonte".
El término VILLA abarca varias cosas:
a) Las construcciones, la habitación y los elementos suntuarios que la acompañan: mosaicos, pinturas...
b) Las tierras o FUNDUS, que son explotados desde la VILLA.
c) El estatus social del propietario de la VILLA. (Como pudo ser del Sr. Uias Strogo).

## Demografía
En el siglo XIX, según Miñano, Villaestrigo contaba con 200 habitantes censados en el Ayuntamiento de Zotes del Páramo. Un siglo después, la población disminuyó un 20%, sumando un total de 180 habitantes, tal vez por las constantes enfermedades que asolaban España en aquellos años. En el siglo XX, la población aumentó de nuevo, llegando a los 205 habitantes. A partir del siglo XXI, la población de Villaestrigo comenzó a descender de forma progresiva del siguiente modo.
Evolución de la población
| Gráfica de evolución demográfica de Villaestrigo del Páramo entre 2000 y 2017 |
|                                                                               |
| Población de derecho (2000-2017) según el padrón municipal del INE            |

## Matanza del cerdo en Villaestrigo
La matanza del cerdo era antaño una tradición muy arraigada en Villaestrigo del Páramo. Hoy en día, algunas familias siguen haciéndolo, pero esta costumbre ha ido perdiendo fuerza en los últimos años. Se consideraba una excelente ocasión para estrechar lazos familiares y vecinales, puesto que en muchas ocasiones se requería la ayuda de los vecinos para realizar la matanza.
Este "ritual" comenzaba con el acorralamiento del animal en la pocilga. Generalmente, eran necesarias cuatro personas: dos le agarraban por las orejas, el tercero, por el rabo y el cuarto, por el morro, ayudándose de una cuerda que colocaba en la boca del animal, detrás de los colmillos. Una vez fuera de la pocilga, se solía pesar antes de ser llevado al banco.
El cerdo es un animal fuerte, por lo que su colocación en el banco no solía ser tarea fácil. Cuando conseguían tumbarlo, la cuerda que llevaba atada al morro se ataba a un extremo del banco para inmovilizar al animal. También se ataban sus piernas para facilitar la tarea. Todo este proceso debía hacerse con sumo cuidado, puesto que la carne del cerdo es bastante delicada, y de otro modo podría dañarse (por ejemplo, sus jamones).
A continuación, se hacía un corte limpio en el cuello del animal. De este corte, manaba sangre que era recogida en barreños que sería posteriormente usada para hacer morcillas. Parte de la sangre también se destinaba, una vez solidificada, a cocinarla con patatas junto con los hígados y mucha cebolla. 
Una vez sacrificado el animal, se pasaba a chamuscarlo. Antaño, solía hacerse con paja de centeno. El desarrollo de las máquinas que facilitan la tarea al hombre permiten que hoy en día este proceso se lleve a cabo mediante un soplete de gas. Con una antorcha de paja de centeno se chamuscaba con paciencia todo el cuerpo del animal hasta hacer aparecer pequeñas ampollas en la piel. Terminado este proceso, se lavaba en agua caliente y se pelaba la piel raspando con un cuchillo (en algunas ocasiones, se utilizaba una teja).
Después, se ataba una cuerda en sus pezuñas traseras y se colgaba de un alto. En esta posición, se procedía al vaciado. Con un machete se rompía el hueso del esternón para poder extraer los pulmones y el corazón. Posteriormente se sacan las tripas con cuidado de que no se rompan y las mantecas, que se usaban para hacer "coscarones". 
Tras esto, se dejaba un día en esta posición para que el animal se enfriara por completo y para dar tiempo al veterinario de hacer las pruebas pertinentes que garantizaran su consumo. Mientras tanto, se limpiaba la grasa de las tripas a mano y se cortaban a la medida de los chorizos o salchichones. Las tripas delgadas se usaban para hacer los chorizos y las tripas gruesas para el salchichón. Después de lavar bien las tripas, éstas solían dejarse en remojo con agua y sal para que perdieran el olor a tripa.
Una vez el veterinario daba su visto bueno para el consumo, se pasaba al despiece del animal. En esta fase se extraían los lomos, solomillos, jamones, espalda, espinazo, cabeza y panceta. 
Con la máquina de picar chorizos (antaño manual) se picaba la carne en tiras, y seguidamente se procedía a adobar esta carne a base de pimiento, orégano, sal y ajos. Tras esto, se dejaba reposar en las artesas de madera durante un par de días. En la misma máquina de picar chorizo, se colocaba un embudo donde se hacía la tripa que se rellenaba con las "chichas" para obtener el chorizo, el cual se ataba y se colgaba en "latas" (varas de avellano) en una cocina de lumbre. Hace años, también se hacían los "chófitos" con chichas envueltas con corazón, con pulmón y con las tripas gordas que no servían para hacer chorizo.
Para curar bien la matanza era importante asegurar una buena ventilación, evitando las corrientes de aire, haciendo lumbre para combatir la humedad y asegurar así que los chorizos se mantuviesen secos, ahumados y libres de moho.

## Esquila del ganado ovino[3]en Villaestrigo
La obtención del vellón del animal, generalmente por corte, se realiza una vez al año, entre mediados y finales de primavera. Los nombres que recibe esta actividad son: esquila, trasquila, esquileo o pela.
La esquila correctamente realizada observa una serie de pasos, que son:
- La inspección del ganado un par de días antes, agrupando los animales por tipos raciales: carneros, mansos, ovejas, borras o corderos. También por el color de su lana: blanca, negra, marrón o pigmentada. Se procurará también separar a aquellos animales que sufran de parasitosis externa para ser esquilados en último lugar. Los animales enflaquecidos o los gestantes en los primeros o últimos meses de gestación deben ser esquilados por manos profesionales ya que requieren de cuidados especiales. Deberán intentar paliar el estrés que sufren los animales durante la esquila y que puede generar la muerte embrionaria.

- La tarde anterior a la esquila, se deben recoger a los animales en el aprisco para favorecer un ayuno previo de 12-16 horas, todo ello para evitar posibles repleciones en la panza o que la lana se humedezca por la humedad del ambiente o lluvias.

- El suelo del local de esquila, de madera u hormigón, se limpiará a fondo para obtener vellones exentos de tierra, polvo, restos orgánicos, suciedad, etc. También se debe comprobar que todo el material necesario para la esquila funcione correctamente.

Existen diversos métodos de esquila que se clasifican en cuanto al material utilizado:
1. Mecánico (tijera o máquina)
2. Químico (administración de productos a los animales)

Tradicionalmente, la esquila en el Páramo se realizaba a tijera hasta hace 25-30 años. Actualmente, casi todos los ganaderos la realizan con máquinas. En cualquier caso, la operación era llevada a cabo por "cuadrillas" de esquiladores que pelaban de abril a junio a la mayoría de las ovejas de la zona.
La esquila a máquina presenta diversas ventajas frente a la esquila a tijera:
- El corte se realiza a ras de piel.
- Los segundos cortes no son necesarios, con lo que se evita posibles irritaciones en zonas clave del cuerpo del animal.
- El corte es más uniforme.
- El rendimiento de trabajo es mayor: más ovejas, en menos tiempo.

El rendimiento de esquila a tijera ronda 3-5 ovejas por hora dependiendo de la habilidad del esquilador, mientras que el rendimiento de esquila a máquina supera las 10 ovejas a la hora.
El esquileo químico consistía en administrar a los animales por vía oral o parenteral de 5 a 10 mg/kg de peso vivo de ciclofosfamida que es una droga anticancerígena que provoca la interrupción del crecimiento de la lana y su debilitamiento, hasta conseguir su caída. Este medicamento debía aplicarse una semana antes de cuando se prevé recoger la lana. Sin embargo, hoy en día esta técnica está prohibida por los diversos riesgos que tiene para los animales.
Técnica de esquila
El animal debe estar sentado y los pies del esquilador deben estar pegados al cuerpo del animal, sujetándolo firmemente con las rodillas. Se comienza a esquilar desde el pecho hacia abajo y posteriormente hasta el abdomen.
A continuación, se toma la cabeza y se comienza a cortar desde el cuello hacia abajo, por el lado de la pata delantera derecha.
Se continúa por el costillar y espinazo del lado derecho del animal hasta terminar en la pata trasera derecha.
Finalmente, se coloca la cabeza del animal debajo del brazo derecho y se empieza a cortar la lana del lado izquierdo, comenzando de igual forma desde la cabeza hacia abajo, terminando con el corte de la lana de la pierna izquierda.